# Vismia lateriflora
Vismia lateriflora är en johannesörtsväxtart som beskrevs av Adolpho Ducke. Vismia lateriflora ingår i släktet Vismia och familjen johannesörtsväxter. Inga underarter finns listade i Catalogue of Life.